# Mika Špiljak
Mika Špiljak (Bušin, 1916. november 28. – Zágráb, 2007. május 18.) horvát partizán és kommunista politikus volt, 1983. május 15-től 1984. május 15-ig a Jugoszláv Szocialista Szövetségi Köztársaság Elnökségének elnöke.

## Élete
A Pregradához tartozó Bušinban született néhány nappal azelőtt, hogy családja a Sziszek melletti Odra Sisačkára költözött. Apja, Dragutin Špiljak a vasúton dolgozott. Mika Špiljak végzettsége szerint cipész volt. Már 1933-ban csatlakozott a munkásmozgalomhoz, 1935-ben a Jugoszláv Kommunista Ifjúsági Szövetség (SKOJ), 1938-ban pedig a Jugoszláv Kommunista Párt (KPJ) tagja lett. Amikor 1941. június 22-én a náci Németország megtámadta a Szovjetuniót, és ezzel felrúgta a Molotov–Ribbentrop-paktumot, Mika Špiljak azon kommunisták csoportjába tartozott, akik elhagyták a várost, és először a szomszédos Žabnoba, majd Brezovica-erdőbe ment, ahol társaival megalapították az Első Sziszeki Partizán Különítményt. 1942 májusától a 6. Banija partizán zászlóalj politikai komisszárja volt, de a második világháború végéig a SKOJ-ban és a KPJ-ben is fontos beosztásban maradt.
A második világháború után a Népfront Zágráb városi titkára, 1949-től 1950-ig Zágráb polgármestere volt. 1945 és 1951 között a Horvát Kommunista Párt Városi Bizottságának titkára volt. Horvátország fővárosának életére gyakorolt nagy befolyása lehetővé tette számára, hogy az akkori horvátországi politikai hierarchiában emelkedjen, így 1951-től 1958-ig a Horvátországi Kommunisták Szövetsége Központi Bizottságának Végrehajtó Bizottságában dolgozott, 1963-tól 1967-ig pedig a Horvát Szocialista Köztársaság Végrehajtó Tanácsának, azaz az akkori horvát kormány Végrehajtó Tanácsának elnöke volt. Ebben a minőségében részt vett a Jugoszláv Kommunisták Szövetsége Brioni Plénumának (1966. július 1.) előkészítésében is, amelyen Aleksandar Rankovićot politikailag likvidálták.
Ezt követően Belgrádba ment, ahol számos szövetségi feladatot látott el. Később Vladimir Bakarićot hibáztatta Horvátországból való távozásáért, mivel úgy vélte, hogy ez utóbbi el akarta távolítani és csökkenteni akarta a befolyását. Belgrádban először a Szövetségi Végrehajtó Tanács, azaz a szövetségi kormány elnöki feladatait látta el. Ezt a pozíciót 1967. május 16-án foglalta el, és 1969. május 18-ig maradt ott. 1968-ban ellátogatott a Vatikánba, ahol előkészítette Josip Broz Tito 1971-es vatikáni látogatását VI. Pál pápánál, ahol Špiljakot a pápa is fogadta. A Jugoszláv Szocialista Szövetségi Köztársaság Nemzetgyűlése elnökeként ő hirdette ki ünnepélyesen és írta alá a JSZSZK 1974. évi alkotmányát (február 21.). Az 1970-es évek végén a Jugoszláviai Szakszervezetek Szövetsége Tanácsának befolyásos elnöki posztját töltötte be.
A JSZSZK gazdasági válsága idején, 1982-ben csatlakozott a Horvátországi Kommunisták Szövetsége Központi Bizottságának elnökségéhez, majd nem sokkal Vladimir Bakarić halála után (1983) a JSZSZK elnökségébe is bekerült. Ekkor még az Alkotmányvédelmi Tanács tagja volt. A JSZSZK elnökségének elnökeként 1984-ben Szarajevóban ő nyitotta meg a XIV. téli olimpiai játékokat. A horvát kommunisták közül Stanko Stojčevićcsel együtt a keményebb áramlat egyik képviselője volt. 1986-ig a Horvátországi Kommunisták Szövetsége Központi Bizottságának elnöke volt, ekkor Stanko Stojčević váltotta fel ebben a tisztségben. Bár Bakarić már halott volt, a horvát kommunisták közötti konfliktusok tovább folytatódtak Špiljak és Stojčević, valamint Stipe Šuvar és az idősebb kommunisták, Bakarić-féle áramlata között, akik nyilvánosan vagy titokban támogatták őt. 2007-ben, 90 évesen halt meg Zágrábban.

## A Đureković-ügy
Mika Špiljak nevét az utóbbi időben gyakran hozták összefüggésbe Stjepan Đureković, az INA horvát olajvállalat egykori igazgatója, horvát emigráns meggyilkolásának ügyével, akit az UDBA jugoszláv titkosszolgálat ölt meg Németországban 1983-ban. Krunoslav Pratest, az SDS munkatársát 2008-ban gyilkosság miatt életfogytiglani börtönbüntetésre ítélték Németországban. Németország ugyanazért a gyilkosságért Josip Perković kiadatását is kérte, amelyet végül meg is kapott. A Lex Perković névre keresztelt törvény elfogadásával az SDP és a HNS vezette baloldali koalíció kormánya konfliktusba keveredett az Európai Bizottsággal, Viviane Reding európai biztos pedig azt állította, hogy Horvátország a volt kommunista elit tagjait védi. A német igazságszolgáltatás előtti szemtanúk Mika Špilajkot vádolták Stjepan Đureković meggyilkolásának megrendelésével, aki tudott fia, Vanja pénzügyi visszásságáról, aki akkor az INA igazgatója volt.
Volt egy hangfelvétel, melyen Vinko Sindičić tiszta német nyelven egyértelműen azt állította, hogy a gyilkosságot Mika Špiljak akkori magas rangú párttisztviselő rendelte meg, hogy megvédje fiát, Vanját, aki szintén az INA egyik igazgatója, és aki állítólag az olajimporttal kapcsolatos pénzügyi visszásságban érintett. „Vanja nagy mennyiségű pénzt sikkasztott, amit az európai olajpiacokon gyűjtött be. Đureković tudott Špiljko visszaéléséről, így kényelmetlen szemtanú volt.” Ahogy a nyomozás során a Vanja Špiljak körüli hurok szűkült, Sindičić vallomása szerint Mika Špiljak rájött, hogy az INA-ban elkövetett visszásságról mindent tudó Stjepan Đureković jelenti a legnagyobb veszélyt fiára, de közvetve rá is, mert valószínűleg nem lenne képes megtartani magas tisztségét, ha fia sikkasztás miatt börtönbe kerül.

## Fordítás
Ez a szócikk részben vagy egészben  a   Mika Špiljak című horvát Wikipédia-szócikk ezen változatának fordításán alapul.  Az eredeti cikk szerkesztőit annak laptörténete sorolja fel. Ez a jelzés csupán a megfogalmazás eredetét és a szerzői jogokat jelzi, nem szolgál a cikkben szereplő információk forrásmegjelöléseként.